# جيوفاني أندريا أنسالدو

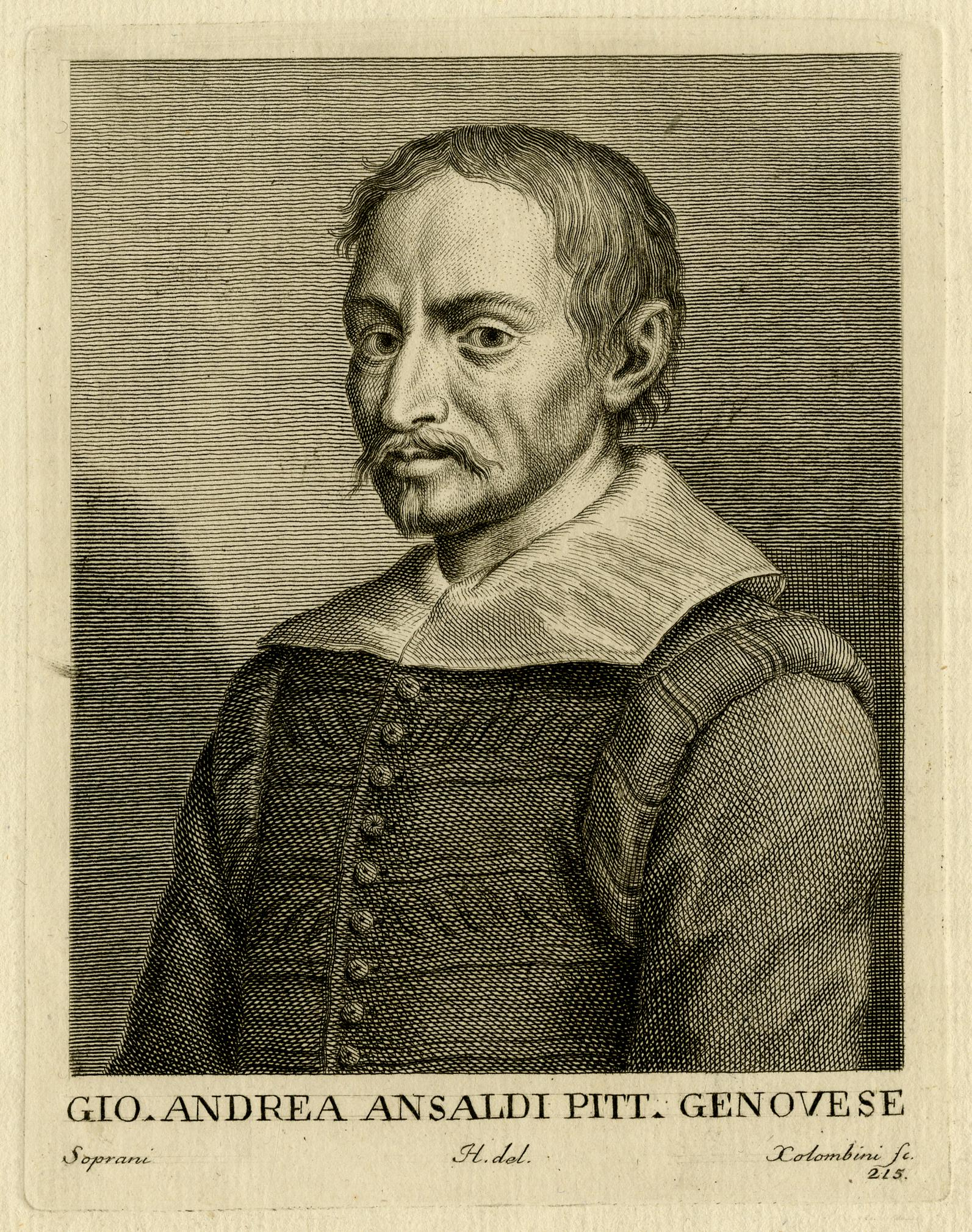
جيوفاني أندريا أنسالدو

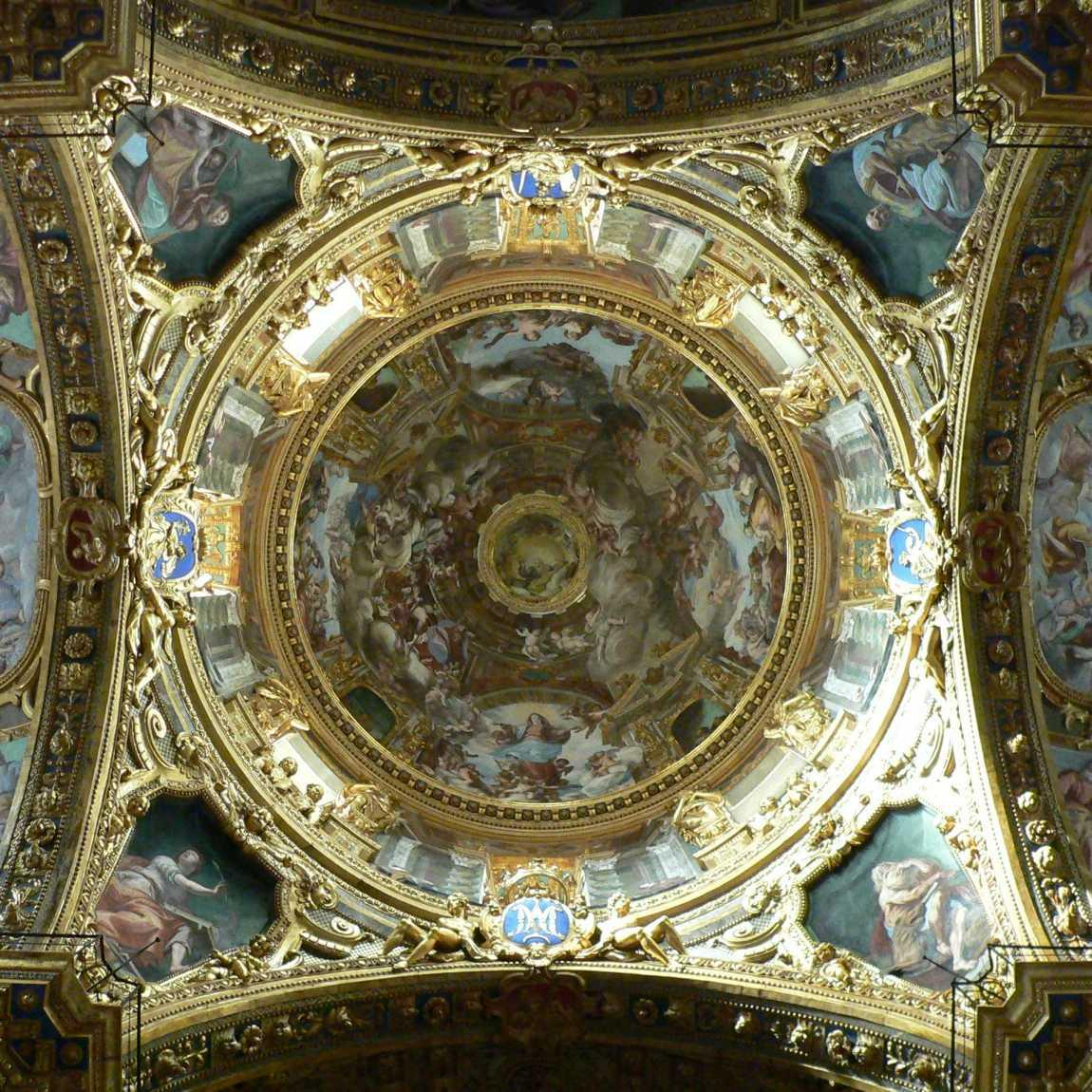
قبة كنيسة أنونزياتا - مدينة جنوا

جيوفاني أندريا أنسالدو Giovanni Andrea Ansaldo (1584 - 18 أغسطس 1638) رسام إيطالي عمل بشكل أساسي في مدينة جنوة.

## حياته
ولد أنسالدو في فولتري، وهي حاليا تتبع منطقة جنوة الإدارية، وكان أبوه تاجرا. تتلمذ على يد أورازيو كامبياسي، وعمل معاونا لبرناردو ستروزي.
من أشهر تلاميذه جوزيبي باداراكو وبارتولوميو باسي. من نسله المشهورين كان أحد إينوسينزو أنسالدو من بيسكيا (12 فبراير 1734 - 16 فبراير 1816).  
مات أنسالدو في مدينة جنوة وربما دُفن في مدفن كنيسة أنونزياتا.

## أعماله

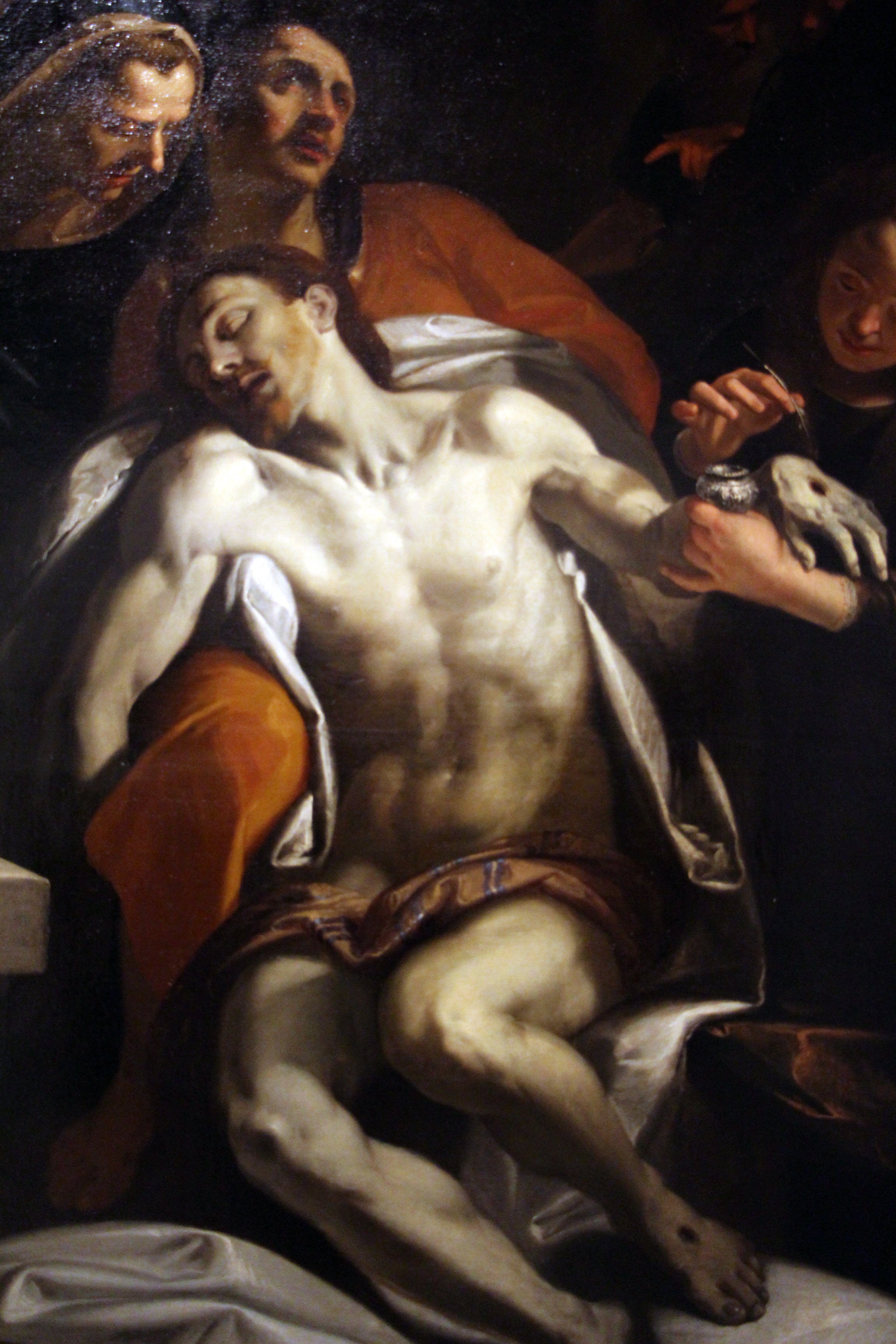
لوحة "إنزال المسيح من الصليب"

بقيت القليل من اللوحات من أعمال أنسالدو، ووثقت تلك اللوحات في مؤلف للمورخ الفني رافايلو سوبراني المنشور في عام 1768 عن الفنانين في جنوة بعنوان "حيوات الرسامين والنحاتين في جنوة" Le vite de 'pittori، scultori، ed Architetti genovesi .   وهذه اللوحات أنتجتعلى مدى فترة تزيد عن 20 عامًا.
تعتبر لوحات أنسالدو معبرة عن المدرسة الفنية لمدينة جنوة المعروف باسم "الانتقائية" في أوائل القرن السابع عشر، والتي تأثرت بالفنانين الفلمنكيين مثل بيتر بول روبنس وأنطوني فان دايك وفناني ميلانو مثل جيوفاني باتيستا كريسبي وجوليو سيزار بروكاتشيني.
من أشهر أعماله الزخرفة الجدارية لقبة كنيسة أنونزياتا في مدينة جنوة، والتي اكتمل بناؤها خلال الفترة ما بين 1635-1638، قبل وفاته مباشرة. تعتبر تلك اللوحة الجدارية أول لوحة باروكية حقيقية في المدينة. وتصور صعود مريم إلى السماء وفي انتظارها الآب المقدس في منتصف اللوحة.